# Tedeleti
Tedeleti (en georgiano: თედელეთი) o Tedelet (en osetio: Теделет; en ruso: Теделет) es una aldea que pertenece a la parcialmente reconocida República de Osetia del Sur, parte del distrito de Dzau, aunque de iure pertenece al municipio de Sachjere de la región de Imericia de Georgia.

## Geografía
Tedeleti se encuentra a orillas del río Kvirili.

## Historia
La composición étnica siempre ha sido mixta: osetios, inmigrantes del valle de Kudar y georgianos-imericios.
Durante la guerra ruso-georgiana de 2008, el pueblo fue ocupado por tropas rusas.
En la primavera de 2014, el presidente de Osetia del Sur, Leonid Tibílov, y algunos funcionarios del gobierno visitaron el pueblo de Tedeleti en una visita oficial. Esta visita de las autoridades regionales se realizó por primera vez en los últimos 30 años

## Demografía
La evolución demográfica de Tedeleti entre 1939 y 2015 fue la siguiente:
| 527                                                      | 316 | 192 | 146 | 32 | 49 |
| (Fuente: Population of South Ossetia since Soviet times) |     |     |     |    |    |

Según el censo soviético de 1970, la mayoría de la población eran osetios; en el de 1989, la mayoría de la población eran georgianos. Según el censo de 2002 realizado por las autoridades georgianas, que controlaban Tedeleti, la composición étnica del pueblo es la siguiente:
|              | 2002      | 2002       |
| Grupo étnico | Población | Porcentaje |
| ------------ | --------- | ---------- |
| Georgianos   | 29        | 91%        |
| Osetios      | 3         | 9%         |
| Total        | 32        | 100%       |